# فهرست شهرستان‌های استان هرمزگان
استان هرمزگان دارای ۱۳ شهرستان، ۵۰ شهر، ۴۱ بخش و ۷۳ دهستان است.
فهرست شهرستان‌های استان هرمزگان به ترتیب جمعیت براساس سرشماری مرکز آمار ایران در سال ۱۳۹۵
| ردیف | نام شهرستان | مرکز شهرستان | جمعیت شهرستان ۱۳۹۵ |
| ---- | ----------- | ------------ | ------------------ |
| ۱    | بندرعباس    | بندرعباس     | ۶۸۶٬۲۵۷ نفر        |
| ۲    | میناب       | میناب        | ۲۵۹٬۲۲۱ نفر        |
| ۳    | بندر لنگه   | بندر لنگه    | ۱۵۹٬۳۵۸ نفر        |
| ۴    | قشم         | قشم          | ۱۴۳٬۱۰۲ نفر        |
| ۵    | رودان       | رودان        | ۱۲۴٬۵۲۲ نفر        |
| ۶    | بستک        | بستک         | ۸۰٬۴۹۲ نفر         |
| ۷    | حاجی‌آباد    | حاجی‌آباد     | ۶۹٬۶۲۵ نفر         |
| ۸    | جاسک        | بندر جاسک    | ۵۸٬۸۸۴ نفر         |
| ۹    | خمیر        | بندر خمیر    | ۵۶٬۱۴۸ نفر         |
| ۱۰   | پارسیان     | پارسیان      | ۵۰٬۵۹۶ نفر         |
| ۱۱   | سیریک       | بندر سیریک   | ۴۵٬۷۲۳ نفر         |
| ۱۲   | بشاگرد      | سردشت        | ۳۵٬۰۸۵ نفر         |
| ۱۳   | ابوموسی     | ابوموسی      | ۷٬۴۰۲ نفر          |